# Peremoha, Dobrovelîcikivka
Peremoha (în ucraineană Перемога) este un sat în comuna Pișceanîi Brid din raionul Dobrovelîcikivka, regiunea Kirovohrad, Ucraina.

## Demografie
Componența lingvistică a localității Peremoha
     Ucraineană (91,69%)
     Rusă (3,83%)
     Română (3,83%)
     Alte limbi (0,64%)
Conform recensământului din 2001, majoritatea populației localității Peremoha era vorbitoare de ucraineană (91,69%), existând în minoritate și vorbitori de rusă (3,83%) și română (3,83%).